# Agustín De Brabandere
Agustín De Brabandere (Concepción del Uruguay, Provincia de Entre Ríos; 5 de marzo de 1997) es un piloto argentino de automovilismo de velocidad. Iniciado en el ambiente del karting, compitió en esta especialidad entre los años 2006 y 2014. Tras su paso por el karting, debutó profesionalmente en el año 2012, compitiendo en la categoría zonal Fórmula 4 Nueva Generación. En 2013 desarrollaría una doble agenda, compitiendo paralelamente en la categoría nacional Fórmula Metropolitana y en su homónima Entrerriana, participando en ambas hasta el año 2014. En 2015 debutó en competencias de turismos al concursar en la divisional TC Pista Mouras de la Asociación Corredores de Turismo Carretera, de la cual finalmente se terminaría consagrando campeón en el año 2016. La obtención de este título le permitiría en el año 2017 ascender y debutar en la divisional TC Mouras.

## Biografía
Sus inicios profesionales tuvieron lugar en la categoría Fórmula 4 Nueva Generación, fiscalizada por la Federación Regional de Automovilismo Deportivo (FRAD). Allí desarrolló sus primeras armas en el automovilismo de velocidad, debutando en el año 2012 y pasando en 2013 a competir en la Fórmula Metropolitana, categoría fiscalizada por la misma entidad. A la par de sus actividades en el automovilismo de velocidad, continuó compitiendo en karting hasta el año 2014. En 2013, decidió desdoblar su agenda en dos al sumarse a la Fórmula Entrerriana, categoría fiscalizada por el Club de Volantes Entrerrianos y con características similares a la Fórmula Metropolitana.
Tras su paso por los monoplazas, en 2015 decidió iniciar su camino en turismos al debutar en la divisional TC Pista Mouras de la Asociación Corredores de Turismo Carretera, donde tras debutar al comando de un Ford Falcon atendido por los Hermanos Bonelli, en el año 2016 conquistó su primer campeonato a nivel profesional. La obtención de este título lo llevó a debutar en 2017 dentro de la categoría TC Mouras, donde a pesar de no haber tenido un debut auspicioso, terminó cumpliendo una buena labor cerrando el año en el puesto número 15 del campeonato y accediendo a la posibilidad de un ascenso a la divisional TC Pista. Este ascenso se terminó concretando, debiendo previamente disputar una última competencia en la divisional TC Mouras, quedando finalmente habilitado para competir en la segunda división de ACTC.

## Trayectoria
| Año       | Categoría                           | Marca          |
| --------- | ----------------------------------- | -------------- |
| 2006-2014 | Piloto de karts                     | Karting        |
| 2012      | Debut en Fórmula 4 Nueva Generación | Crespi-Renault |
| 2013      | Debut en Fórmula Metropolitana      | Crespi-Renault |
| 2013      | Debut en Fórmula Entrerriana        | Crespi-Renault |
| 2014      | Fórmula Metropolitana               | Crespi-Renault |
| 2014      | Fórmula Entrerriana                 | Crespi-Renault |
| 2015      | Debut en TC Pista Mouras            | Ford Falcon    |
| 2016      | Campeón de TC Pista Mouras          | Ford Falcon    |
| 2017      | Debut en TC Mouras                  | Ford Falcon    |
| 2018      | TC Mouras, 1 carrera                | Ford Falcon    |
| 2018      | Debut en TC Pista                   | Ford Falcon    |
| 2019      | TC Pista                            | Ford Falcon    |
| 2020      | TC Pista                            | Ford Falcon    |
| 2021      | TC Pista                            | Ford Falcon    |

- [9]

### Trayectoria en TC Pista Mouras
| Temporadas            | Temporadas  | Fechas | Fechas | Fechas | Fechas | Fechas | Fechas | Fechas | Fechas | Fechas | Fechas | Fechas | Fechas | Fechas | Fechas | Fechas | Posiciones finales   |
| Equipos               | Automóvil   | Fechas | Fechas | Fechas | Fechas | Fechas | Fechas | Fechas | Fechas | Fechas | Fechas | Fechas | Fechas | Fechas | Fechas | Fechas | Posiciones finales   |
| --------------------- | ----------- | ------ | ------ | ------ | ------ | ------ | ------ | ------ | ------ | ------ | ------ | ------ | ------ | ------ | ------ | ------ | -------------------- |
| 2015                  | 2015        | 01     | 02     | 03     | 04     | 05     | 06     | 07     | 08     | 09     | 10     | 11     | 12     | 13     | 14     |        | 10.º (302.50 puntos) |
| Concepción Sport Team | Ford Falcon | 27     | 13     | 16     | 12     | 8.º    | 8.º    | 25     | 21     | 15     | 20     | 14     | 5.º    | 13     | 6.º    |        | 10.º (302.50 puntos) |
| 2016                  | 2016        | 01     | 02     | 03     | 04     | 05     | 06     | 07     | 08     | 09     | 10     | 11     | 12     | 13     | 14     | 15     | 1.º (684.50 puntos)  |
| Concepción Sport Team | Ford Falcon | 2.º    | 1.º    | 3.º    | 6.º    | 1.º    | 9.º    | 5.º    | 8.º    | 5.º    | 15     | 5.º    | 4.º    | 3.º    | 7.º    | 4.º    | 1.º (684.50 puntos)  |

### Resultados completos TC Mouras
| Temporadas            | Temporadas  | Fechas | Fechas | Fechas | Fechas | Fechas | Fechas | Fechas | Fechas | Fechas | Fechas | Fechas | Fechas | Fechas | Fechas | Fechas | Posiciones finales   |
| Equipos               | Automóvil   | Fechas | Fechas | Fechas | Fechas | Fechas | Fechas | Fechas | Fechas | Fechas | Fechas | Fechas | Fechas | Fechas | Fechas | Fechas | Posiciones finales   |
| --------------------- | ----------- | ------ | ------ | ------ | ------ | ------ | ------ | ------ | ------ | ------ | ------ | ------ | ------ | ------ | ------ | ------ | -------------------- |
| 2017                  | 2017        | 01     | 02     | 03     | 04     | 05     | 06     | 07     | 08     | 09     | 10     | 11     | 12     | 13     | 14     | 15     | 15.º (391.50 puntos) |
| Concepción Sport Team | Ford Falcon | 12     | 14     | 11     | 12     | 8.º    | 21     | 4.º    | 11     | 5.º    | 22     | 9.º    | 8.º    | 18     | 21     | NP     | 15.º (391.50 puntos) |
|                       |             |        |        |        |        |        |        |        |        |        |        |        |        |        |        |        |                      |
| 2018                  | 2018        | 01     | 02     | 03     | 04     | 05     | 06     | 07     | 08     | 09     | 10     | 11     | 12     | 13     | 14     | 15     | 47.º (0.00 puntos)   |
| A.Garófalo Motorsport | Ford Falcon | 12     | NP     | NP     | NP     | NP     | NP     | NP     | NP     | NP     | NP     | NP     | NP     | NP     | NP     | NP     | 47.º (0.00 puntos)   |

## Palmarés
| Título  | Categoría       | Marca       | Año  |
| ------- | --------------- | ----------- | ---- |
| Campeón | TC Pista Mouras | Ford Falcon | 2016 |